# Llanfihangel yn Nhowyn
Llanfihangel yn Nhowyn är en by på ön Anglesey, i kommunen Isle of Anglesey, i Wales. Byn är belägen 218,7 km 
från Cardiff. Orten har 1 038 invånare (2016).